# Regla de Trouton

Gráfico doblemente logarítmico con las entalpías de fusión y de ebullición de elementos puros frente a temperaturas de transición, lo que demuestra la regla de Trouton

En termodinámica, la regla de Trouton establece que la entropía de vaporización (molar) tiene casi el mismo valor, aproximadamente 85-88 J/(K·mol), para varios tipos de líquidos en sus puntos de ebullición. La entropía de vaporización se define como la relación entre la entalpía de vaporización y la temperatura de ebullición. Lleva el nombre de Frederick Thomas Trouton.
Se expresa en función de la constante de los gases ideales R:
{\displaystyle \Delta {\bar {S}}_{\text{vap}}\approx 10.5R.}
Una forma similar de expresar esta ecuación ("la relación de Trouton") es que el calor latente está conectado al punto de ebullición aproximadamente como
{\displaystyle {\frac {L_{\text{vap}}}{T_{\text{ebullic}}}}\approx 85{-}88\ {\frac {\text{J}}{{\text{K}}\cdot {\text{mol}}}}.}
La regla de Trouton se puede explicar utilizando la definición de entropía de Boltzmann como el cambio relativo en el volumen libre (es decir, el espacio disponible para el movimiento) entre el líquido y la fase vaporizada. Es válido para muchos líquidos; por ejemplo, la entropía de vaporización del tolueno es 87,30 J/(K·mol), el de benceno es de 89,45 J/(K·mol) y el del cloroformo es 87,92 J/(K·mol)). Por su simplicidad, la regla se utiliza para estimar la entalpía de vaporización de líquidos cuyos puntos de ebullición se conocen.
La regla, sin embargo, tiene algunas excepciones. Por ejemplo, las entropías de vaporización del agua, del etanol, del ácido fórmico y del fluoruro de hidrógeno están lejos de los valores previstos. La entropía de vaporización del XeF
6 en su punto de ebullición tiene el valor extraordinariamente alto de 136,9 J/(K·mol). La característica de aquellos líquidos a los que no se les puede aplicar la regla de Trouton es su especial interacción entre moléculas, como la existencia de puentes de hidrógeno. La entropía de vaporización del agua y del etanol muestra una desviación positiva de la regla, que se debe a que los enlaces de hidrógeno en la fase líquida disminuyen la entropía de la fase. Por el contrario, la entropía de vaporización del ácido fórmico tiene una desviación negativa. Este hecho indica la existencia de una estructura ordenada en la fase gaseosa. Se sabe que el ácido fórmico posee una estructura dimérica incluso en fase gaseosa. La desviación negativa también puede darse como resultado de una pequeña entropía en la fase gaseosa debido a una baja población de estados rotacionales excitados en la fase gaseosa, particularmente en moléculas pequeñas como el metano (con un momento de inercia pequeño I que da lugar a una constante de rotación B grande), con los correspondientes niveles de energía rotacional ampliamente separados y, según la distribución de Maxwell-Boltzmann, una pequeña población de estados rotacionales excitados y, por lo tanto, una entropía rotacional baja. La validez de la regla de Trouton se puede aumentar considerando que:
{\displaystyle \Delta {\bar {S}}_{\text{vap}}\approx 4.5R+R\ln T.}
Aquí, si T= 400 K, el lado derecho de la ecuación es igual a 10.5R y aparece la formulación original de la regla de Trouton.